# Strada europea E105
La strada europea E105  è una strada di classe A e, come si evince dal numero, è una dorsale Nord-Sud.
In particolare la E105 collega Kirkenes, in Norvegia, a Jalta, de facto in Russia, con un percorso lungo 3.770 km, che attraversa in grandissima parte la Federazione Russa.

## Percorso
La strada percorre solo circa 15 km in territorio norvegese e circa 800 in  territorio ucraino. La parte centrale, e de facto anche quella finale, è tutta in territorio russo e consiste in una autostrada a due corsie, con l'aggiunta occasionale di una terza centrale per favorire i sorpassi o svoltare a sinistra vicino all'incrocio. Solo presso le città principali la strada assume caratteristiche autostradali.

### Russia
Dal confine norvegese a San Pietroburgo la strada ha la numerazione di M18; fino a Mosca la strada prosegue come M10 e, da lì, come M2. Le principali località toccate sono le seguenti:
- Murmansk;
- Kandalakša;
- Petrozavodsk;
- San Pietroburgo (intersezione con la E95, la E20 e la E18);
- Novgorod;
- Valdaj;
- Vyšnij Voločëk;
- Tver';
- Klin;
- Solnečnogorsk;
- Mosca (intersezione con la E115 e la E30;
- Tula;
- Orël (intersezione con la E40);
- Belgorod.

### Ucraina
In territorio ucraino la strada è classificata come M20 (fino a Charkov) ed M18 (fino a Jalta). Le principali località toccate sono le seguenti:
- Charkiv (intersezione con la E40);
- Zaporižžja;
- Simferopoli;
- Alušta;
- Jalta.

## Galleria d'immagini

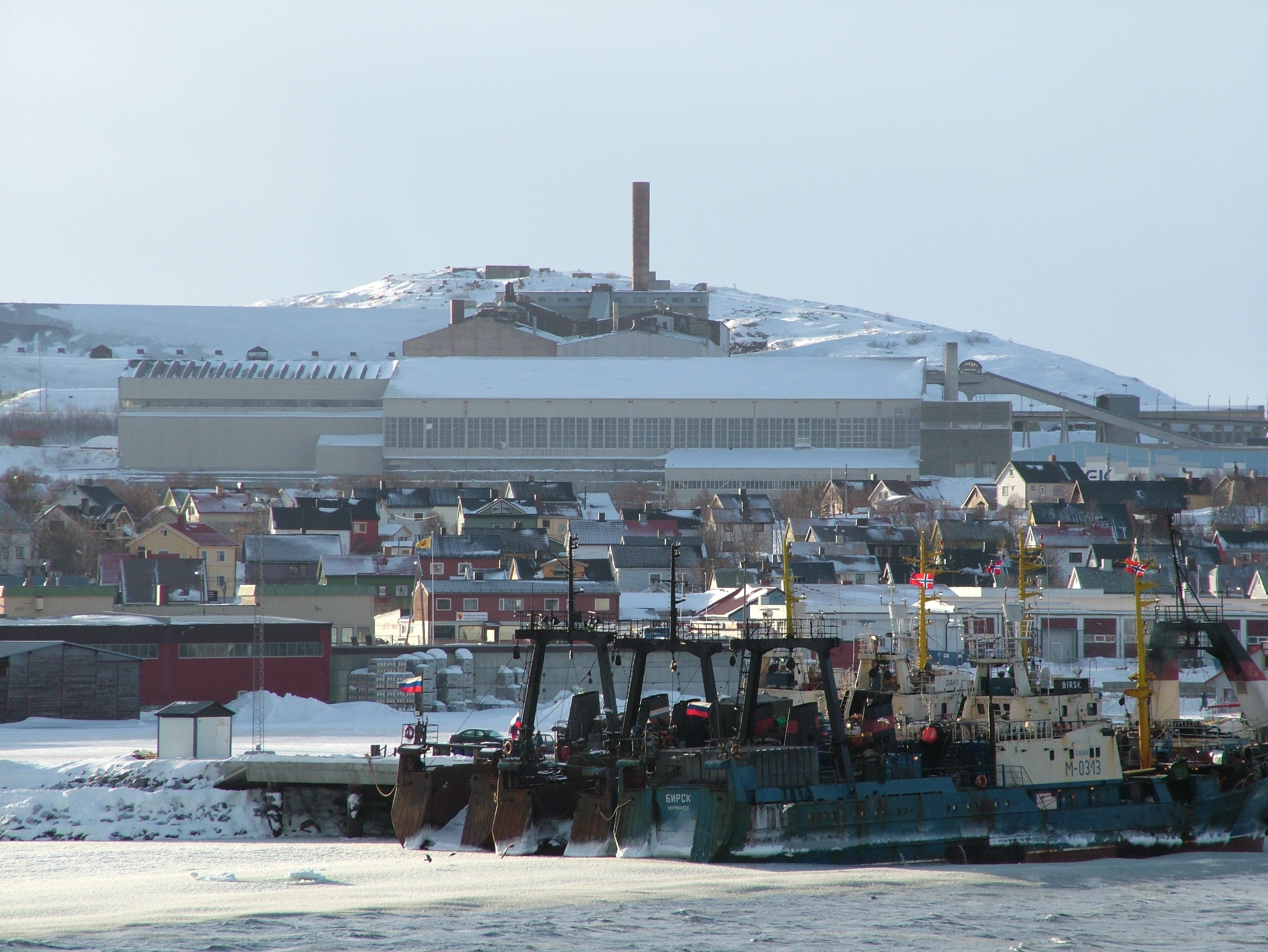
Kirkenes (Norvegia)
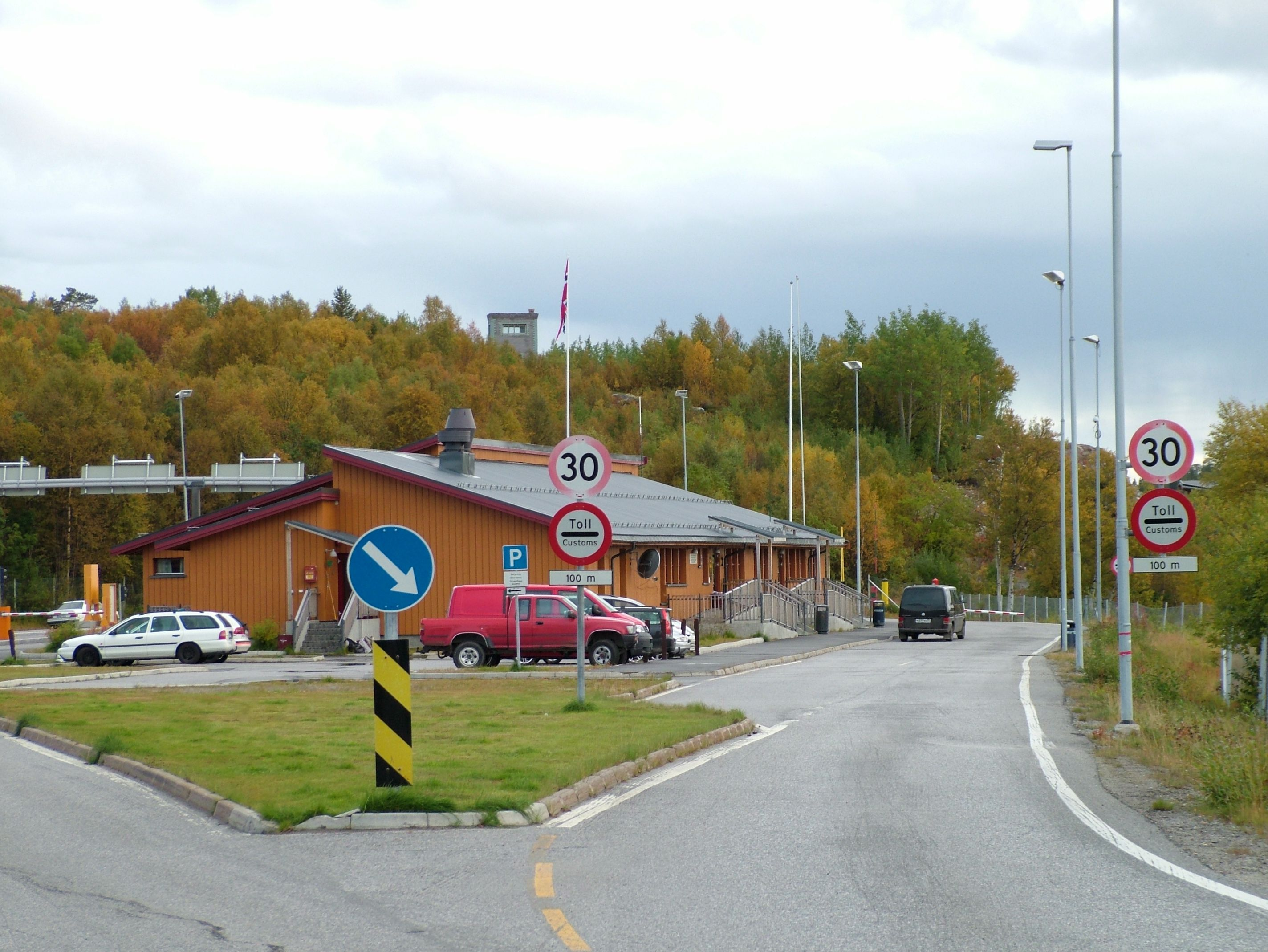
La dogana tra Norvegia e Russia
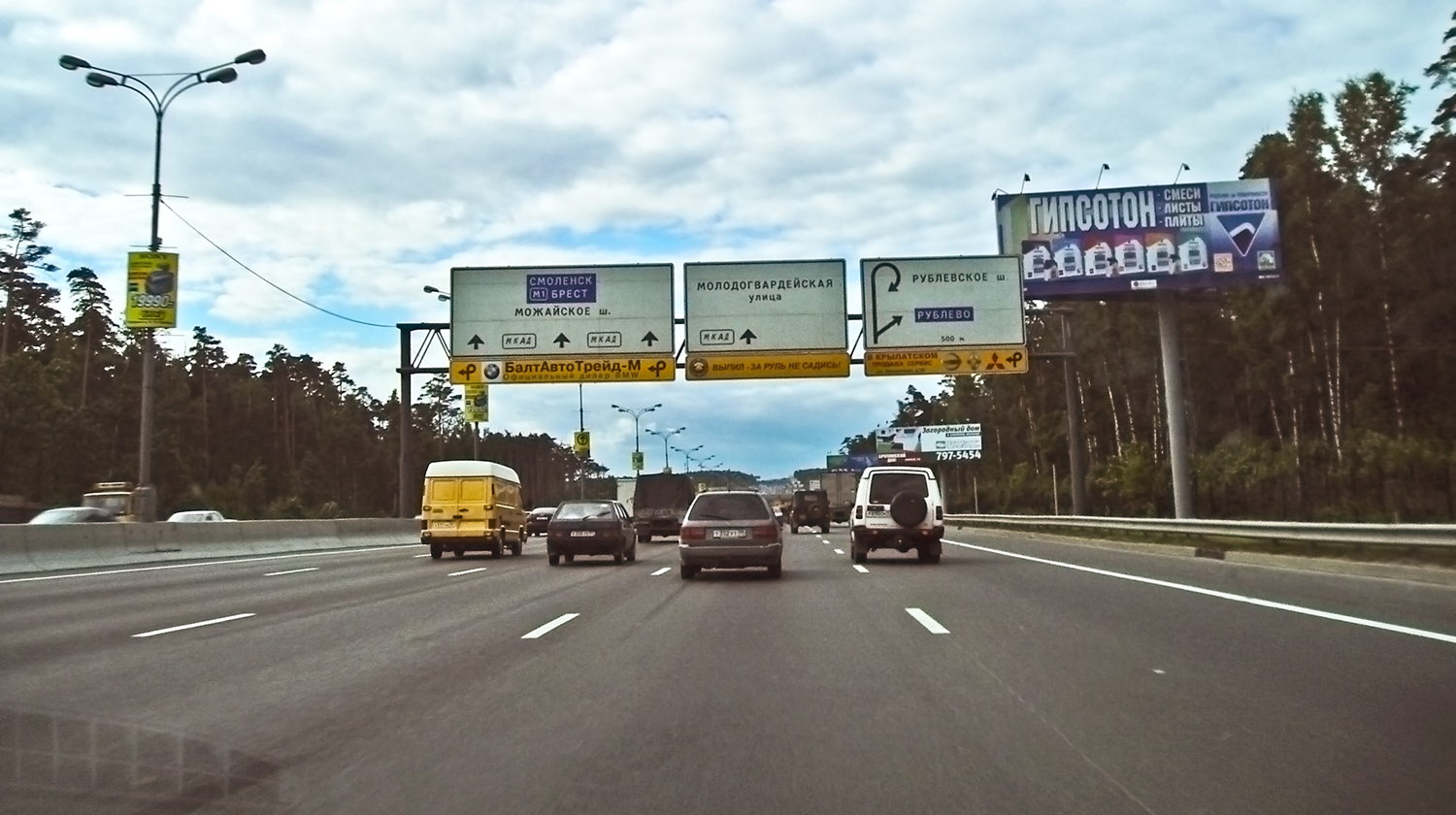
La circonvallazione di Mosca (MKAD)
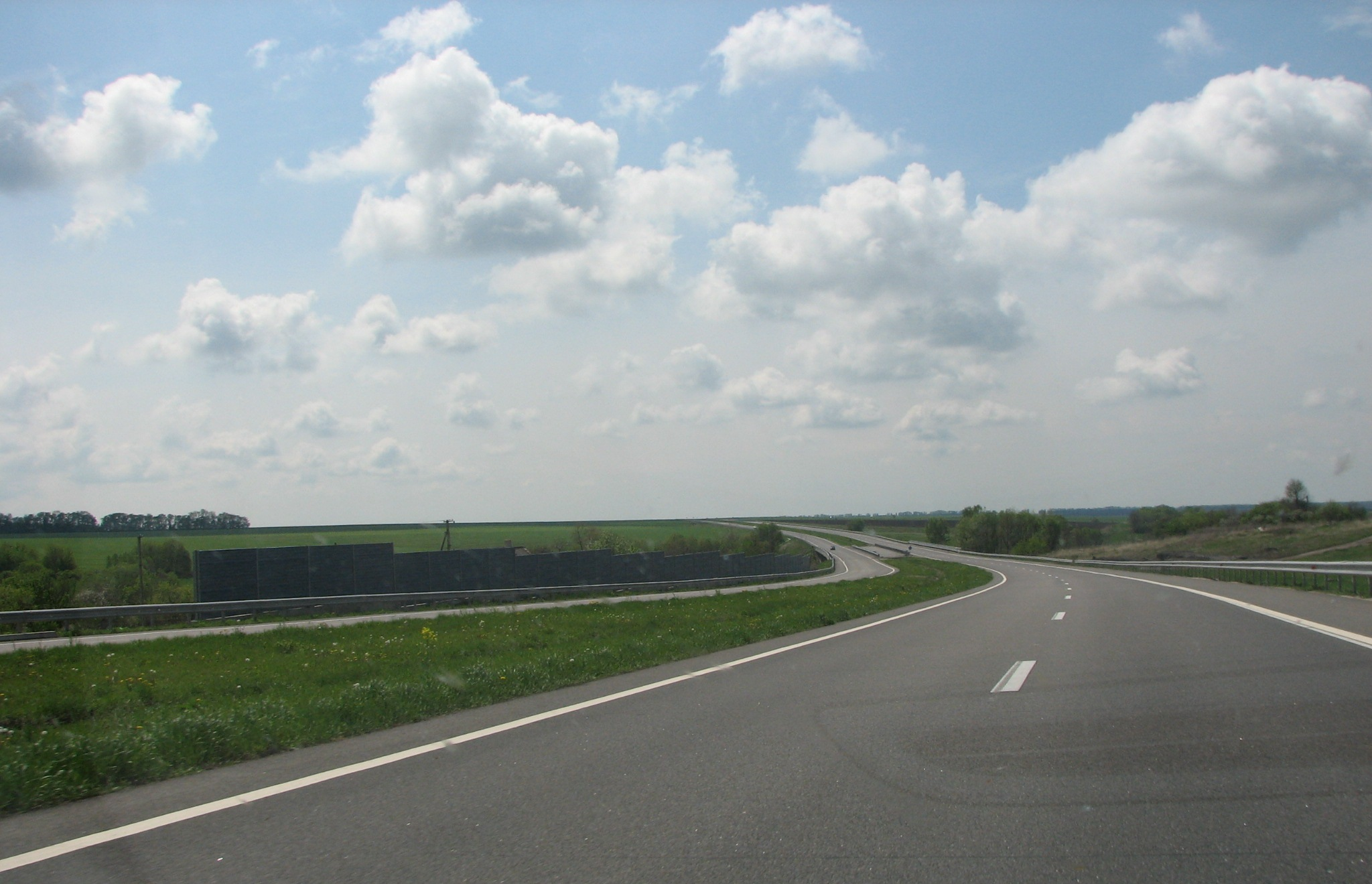
La E105 in Ucraina (presso Charkov)
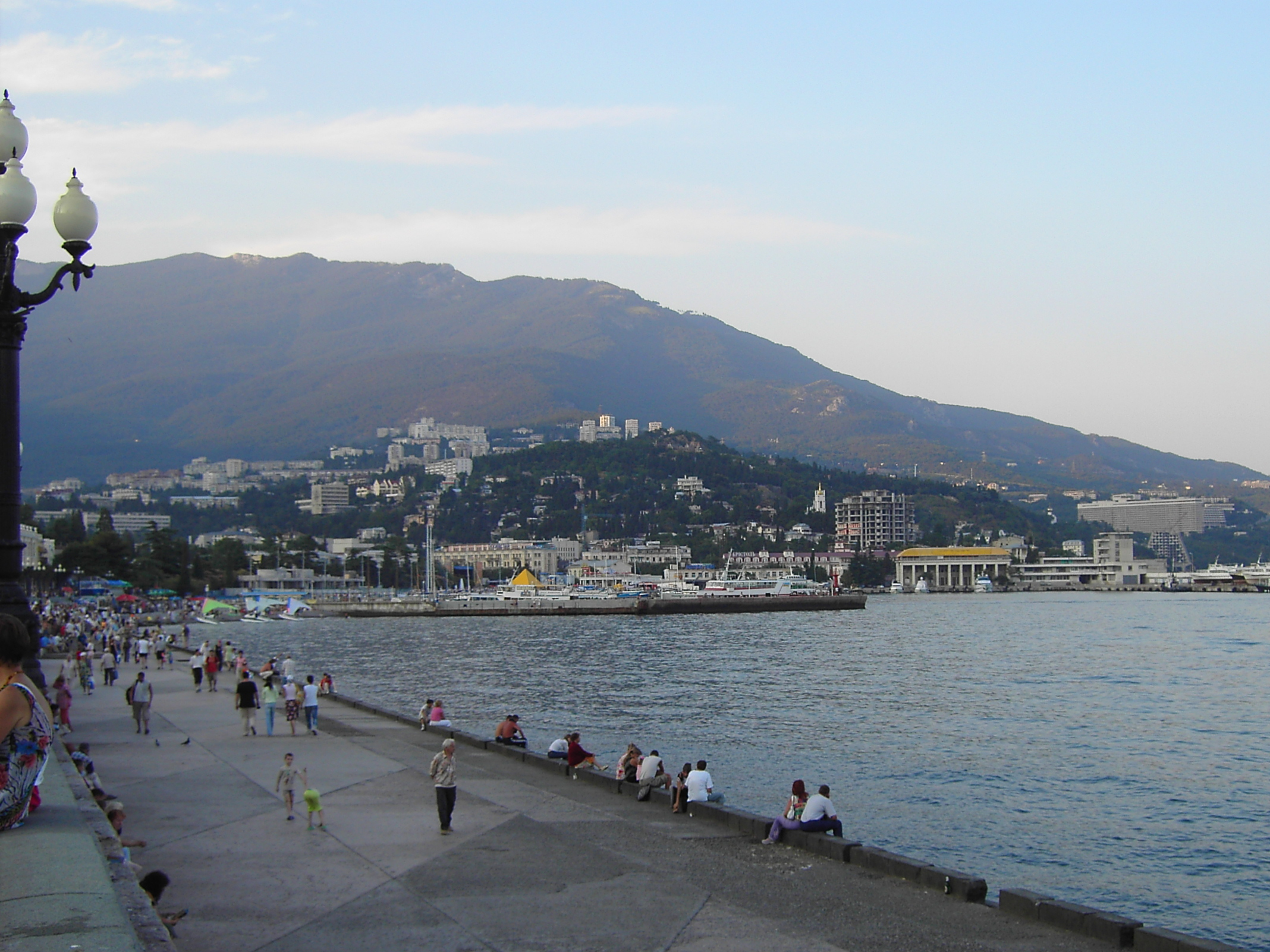
Jalta